# Белгутей
Белгутей (кит. 别力古台镇, пін. Biélìgŭtái Zhèn) — містечко у КНР, адміністративний центр хошуну Абга автономії Внутрішня Монголія.

## Географія
Белгутей розташовується у Східній Гобі.

### Клімат
Містечко знаходиться у зоні, котра характеризується кліматом помірних степів. Найтепліший місяць — липень із середньою температурою 20 °C (68 °F). Найхолодніший місяць — січень, із середньою температурою -20.6 °С (-5 °F).
| Клімат Белгутея         | Клімат Белгутея | Клімат Белгутея | Клімат Белгутея | Клімат Белгутея | Клімат Белгутея | Клімат Белгутея | Клімат Белгутея | Клімат Белгутея | Клімат Белгутея | Клімат Белгутея | Клімат Белгутея | Клімат Белгутея | Клімат Белгутея |
| Показник                | Січ.            | Лют.            | Бер.            | Квіт.           | Трав.           | Черв.           | Лип.            | Серп.           | Вер.            | Жовт.           | Лист.           | Груд.           | Рік             |
| Середній максимум, °C   | −14             | −10             | 0               | 11              | 19              | 24              | 26              | 25              | 18              | 10              | −1              | −12,2           | 8               |
| Середня температура, °C | −21             | −18             | −7              | 3               | 11              | 17              | 20              | 18              | 11              | 2               | −8              | −18             | 0               |
| Середній мінімум, °C    | −27             | −25             | −14             | −3              | 3               | 10              | 14              | 12              | 4               | −4              | −15             | −24             | −5              |
| Норма опадів, мм        | 2               | 2               | 4               | 8               | 19              | 43              | 68              | 58              | 24              | 12              | 3               | 2               | 244             |
| ----------------------- | --------------- | --------------- | --------------- | --------------- | --------------- | --------------- | --------------- | --------------- | --------------- | --------------- | --------------- | --------------- | --------------- |
| Джерело: Weatherbase    |                 |                 |                 |                 |                 |                 |                 |                 |                 |                 |                 |                 |                 |